# Cinque Nazioni 1948
Il Cinque Nazioni 1948 (in inglese 1948 Five Nations Championship; in francese Tournoi des Cinq Nations 1948; in gallese Pencampwriaeth y Pum Gwlad 1948) fu la 19ª edizione del torneo annuale di rugby a 15 tra le squadre nazionali di Francia, Galles, Inghilterra, Irlanda e Scozia, nonché la 54ª in assoluto considerando anche le edizioni dell'Home Nations Championship.
La vittoria, per la prima volta nel dopoguerra, andò all'Irlanda, che guadagnò la sua prima Triple Crown del secolo, avendo vinto la precedente nel 1899; fu anche, per la nazionale in maglia verde, il primo Slam nell'epoca del torneo a cinque squadre, che fu anche l'unico: per rivedere un nuovo Slam irlandese occorse attendere il nuovo millennio: solo nel 2009 infatti giunse una nuova vittoria a punteggio pieno nel torneo, quando ormai la competizione era aperta anche all'Italia e divenuta Sei Nazioni.
Tra le novità del torneo, la prima vittoria di sempre della Francia in Galles, al St Helen's di Swansea; tra i protagonisti della vittoria dei Bleus figurava Robert Soro, la cui prestazione fu sottolineata dalla stampa britannica, e a seguito della quale quella francese coniò per lui il soprannome di Leone di Swansea.
Il valore delle marcature, come stabilito dall’IRFB nel 1905, era: 3 punti per ciascuna meta (5 se trasformata), 3 punti per la realizzazione di ciascun calcio piazzato o mark, 4 punti per la realizzazione di ciascun drop.

## Nazionali partecipanti e sedi
| Squadra     | Città           | Impianto interno         |
| ----------- | --------------- | ------------------------ |
| Francia     | Colombes        | Stadio Yves du Manoir    |
| Galles      | Cardiff Swansea | Arms Park St. Helen's    |
| Inghilterra | Londra          | Twickenham               |
| Irlanda     | Belfast Dublino | Ravenhill Lansdowne Road |
| Scozia      | Edimburgo       | Murrayfield              |

## Risultati
| Arbitro: | Tom Pearce |

|              |    |               |
| Basquet Soro | mt | McCarthy Reid |
|              | tr | Mullan (2)    |

| Arbitro: | R.A. Beattie |

|        |      |          |
|        | mt   | K. Jones |
| Newman | c.p. |          |

| Arbitro: | Alan Bean |

|             |           |            |
|             | Marcatori | Lacaussade |
| Jackson     | mt        |            |
|             | tr        | Alvarez    |
| Murdoch (2) | c.p.      | J. Prat    |

| Arbitro: | Tom Pearce |

|                            |      |  |
| Jones Matthews B. Williams | mt   |  |
| Tamplin                    | tr   |  |
| Tamplin                    | c.p. |  |

| Arbitro: | Trevor Jones |

|           |    |                  |
| Guest (2) | mt | Kyle McKay McKee |
| Uren (2)  | tr | Mullan           |

| Arbitro: | Alan Bean |

|             |    |                           |
| O. Williams | mt | Basquet Pomathios Terreau |
|             | tr | Alvarez                   |

| Arbitro: | Cyril Gadney |

|             |    |  |
| Kyle Mullan | mt |  |

| Arbitro: | Malcolm Allan |

|             |    |             |
| Daly Mullan | mt | B. Williams |

| Arbitro: | Ham Lambert |

|                |      |      |
| Drummond Young | mt   |      |
|                | c.p. | Uren |

| Arbitro: | Trevor Jones |

|                        |      |  |
| Pomathios J. Prat Soro | mt   |  |
| Alvarez                | tr   |  |
| Bergougnan             | drop |  |

## Classifica
| Pos | Squadra     | G | V | N | P | PF | PS | DP  | Pt |
| --- | ----------- | - | - | - | - | -- | -- | --- | -- |
| 1   | Irlanda     | 4 | 4 | 0 | 0 | 36 | 19 | +17 | 8  |
| 2   | Francia     | 4 | 2 | 0 | 2 | 40 | 25 | +15 | 4  |
| 3   | Scozia      | 4 | 2 | 0 | 2 | 15 | 31 | −16 | 4  |
| 4   | Galles      | 4 | 1 | 1 | 2 | 23 | 20 | +3  | 3  |
| 5   | Inghilterra | 4 | 0 | 1 | 3 | 16 | 35 | −19 | 1  |